# Alair de Souza Camargo Júnior
Alair de Souza Camargo Júnior (født 27. januar 1982) er en brasiliansk fodboldspiller.